# 지역자원시설세
지역자원시설세는 지역의 균형개발 및 수질개선과 수자원보호 등에 드는 재원을 확보하기 위해 부과하는 세금이다.

## 지역자원시설세(소방분)
과거 소방공동시설세로 불린 세금으로 소방시설, 오물처리시설, 수리시설 기타 공동시설에 필요한 비용을 충당하기 위하여 그 시설의 수혜자에게 부과하는 목적세이다.

## 지역자원시설세(특정자원, 특정시설)
주민생활환경 개선사업 및 지역개발사업에 필요한 재원을 확보하기 위하여 부과하는 목적세이다.